# The Fantastic Four
The Fantastic Four (рус. Фантастическая четвёрка), также известные как Sweet James and The Fantastic Four — это соул-группа из Детройта, образованная в 1965 году. «Sweet» Джеймс Эппс, братья Ральф и Джозеф Прюитты и Уоллес «Тоби» Чайлдс были первоначальными участниками группы. Чайлдс и Ральф Прюитт позже ушли, и их заменили Кливленд Хорн и Эрнест Ньюсом.

## Карьера
Их первый сингл на Ric-Tic, «The Whole World Is a Stage», стал их единственным большим хитом, достигнув 6-го места в американском чарте Billboard R&B в 1967 году. Следующий релиз, «You Give Me Something (And Everything’s Alright)», достиг 12-го места в том же году. В итоге Motown купила Ric-Tic, и у они снова попали в топ-20 R&B-хитов с песней «I Love You Madly», которая вышла в 1968 году и также была выпущена на Soul. До поглощения Motown «The Fantastic Four» была самым продаваемым актом лейбла Ric-Tic, превзойдя Эдвина Старра в США. Они продолжали записываться для Motown, выпустив несколько синглов под его дочерним лейблом Soul, до 1970 года, когда они ушли на пенсию.
Несколько лет спустя Армен Боладян убедил их подписать контракт со своим лейблом Westbound. Там они вновь обрели популярность в эпоху диско, выпустив несколько синглов, которые были умеренно успешными, среди них «Alvin Stone (The Birth & Death of a Gangster)» и «I Got to Have Your Love». Гитарист Motown Деннис Коффи продюсировал «B.Y.O.F. (Bring Your Own Funk)» в 1979 году, хотя особого успеха он у них не имел. Песня действительно стала их единственной записью в UK Singles Chart, достигнув 62-го места в феврале 1979 года.
The Fantastic Four оставалась активной и выпустила альбом Working on a Building of Love в 1990 году для британского лейбла Motorcity. Единственный альбом группы, Best of The Fantastic Four, был выпущен Motown на CD в начале 1990-х годов. Это была компиляция хитовых синглов группы Ric-Tic до того, как Motown захватила этот лейбл, и сейчас она пользуется большим спросом у коллекционеров. В ноябре 2013 года лейблы Motown Records и Universal Music переиздали CD Best of The Fantastic Four, содержащий оригинальные треки, которые были ремастерены для выпуска. В 2015 году Ace Records выпустила альбом Lost Motown на своём лейбле Kent Soul, включающий пластинку, которую Motown подготовил к выпуску (под названием How Sweet He Is) и другие ранее не слышанные песни.
Давний участник «The Fantastic Four» Кливленд Хорн перенёс сердечный приступ и скончался 13 апреля 2000 года.
Первоначальный вокалист группы «Sweet» Джеймс Эппс также скончался от сердечного приступа 11 сентября 2000 года.
Первоначальный участник группы Ральф Прюитт умер 3 июня 2014 года от естественных причин. Ему было 74 года. Перед смертью он собрал новую The Fantastic Four, состоящую из Джерри Брукса, Лероя Сибрукса-младшего, Дж. У. Кэлвина и Рори Уорда.

## Вне музыки
В фильме «Доктор Стрэндж в мультивселенной безумия», главный герой — доктор Стивен Стрэндж, ссылается на группу «The Fantastic Four». Он спрашивает о группе, когда узнаёт о Фантастической четвёрке — команде из комиксов Marvel.

## Дискография

### Избранные синглы
- «Girl Have Pity» / «(I’m Gonna) Live Up to What She Thinks» (1966) (Ric-Tic)
- «Can’t Stop Looking for My Baby» / «Just the Lonely» (1966)
- «The Whole World Is a Stage»/ «Ain’t Love Wonderful» (1967)
- «You Gave Me Something (and Everything’s Alright)»/ Love Theme From Romeo And Juliet (I Don’t Wanna Live Without You)
- «As Long as I Live (I Live for You)» / «To Share Your Love»
- «Goddess of Love» / «As Long as the Feeling is There»
- «Goddess of Love» / «Love is a Many Splendored Thing»
- «Man in Love» / «No Love Like Your Love» (1968)
- «I’ve Got to Have You» / «Win or Lose (I’m Going to Love You)»
- «I Love You Madly» / «I Love You Madly (Instrumental)» (Ric-Tic, Soul)
- «I Feel Like I’m Falling in Love Again» / «Pin Point You Down» (Soul)
- «Just Another Lonely Night» / «Don’t Care Why You Want Me (Long as You Want Me)» (1969)
- «On the Brighter Side of a Blue World» / «I’m Gonna Carry On»
- «I Had This Whole World to Choose From (and I Chose You)» / "If You Need Me, Call Me (and I’ll Come Running) (1973) (Eastbound)
- «I’m Falling in Love (I Feel Good All Over)» / «I Believe in Miracles (I Believe in You)»
- «Alvin Stone (The Birth and Death of a Gangster)» / «I Believe in Miracles (I Believe in You)» (1975) (Westbound)
- «Better By The Pound» / «Stuffs And Things»
- «Hideaway» / «They Took the Show on the Road» (1976)
- «They Took the Show on the Road» / «Don’t Risk Your Happiness on Foolishness»
- «I Got to Have Your Love» / «Ain’t I Been Good to You» (1977)
- «Disco Pool Blues» / «Mixed Up Moods & Attitudes» (1978)
- «Sexy Lady» / «If This is Love»
- «B.Y.O.F. (Bring Your Own Funk)» / «If This is Love»
- «Working on a Building of Love» / «Working on a Building of Love (Motor-Town Dub Mix)» (12-inch) (1990) (Motor City)

### Альбомы
- (Лучшее из) The Fantastic Four (Soul/Tamla Motown) (1969)
- Alvin Stone (The Birth and Death of a Gangster) (Westbound/20th Century) (1975), written by co-songwriter, Calvin Colbert
- Night People (Westbound) (1976)
- Got to Have Your Love (Westbound) (1977)
- B.Y.O.F. (Bring Your Own Funk) (Westbound) (1978)
- Back in Circulation (Motorcity) (1992)
- The Lost Motown Album (Kent) (2015)